# William Vondenvelden
William Vondenvelden, né vers 1753 dans le landgraviat de Hesse-Cassel et mort le 20 juin 1809 à Québec, est un militaire, arpenteur, imprimeur, fonctionnaire et homme politique canadien.

## Biographie
Il est le fils d'Isaac Vondenvelden et de Marie Young.
Originaire du Saint-Empire romain germanique, il arrive à Québec en juin 1776 en qualité d'adjudant-lieutenant dans le corps mercenaire allemand des Chasseurs de Hesse-Hanau, en renfort de l'armée britannique durant l'invasion du Québec.
Il choisit de rester au Canada après sa mission et devient traducteur pour La Gazette de Québec. Il obtient une commission d'arpenteur en septembre 1783. Il pratique son métier à Québec. De 1786 à 1793, il occupe les fonctions de juge de paix, greffier de la Cour des plaids communs et greffier de la paix pour le district judiciaire de Gaspé, à New Carlisle. De retour à Québec en 1793, il fonde la Nouvelle Imprimerie et publie Le Cours du tems/Times en 1794-1795. En 1795, il devient arpenteur général adjoint et imprimeur officiel des lois. Il vend son atelier en 1798. Il est nommé inspecteur des chemins, rues et ruelles de la ville de Québec en juin 1799. Le 24 octobre 1801, il épouse Marie-Suzanne Voyer, fille de Charles Voyer, en l'église anglicane de Québec.
Lors des élections législatives bas-canadiennes de 1800, il est élu député de Gaspé à la Chambre d'assemblée du Bas-Canada. Il se rangera généralement du côté du Parti canadien. Il ne se représente pas aux élections de 1804.
Il retourne ensuite à l'arpentage et fut propriétaire de nombreuses terres (56 400 acres). Il meurt en 1809 à la suite d’un accident de voiture. 

## Œuvres
- The Canadian surveyor, or a treatise on surveying of lands (1784)
- A new topographical map of the province of Lower Canada [...] (Londres, 1803), coauteur
- Première carte imprimée du Bas-Canada, et d'Extraits des titres des anciennes concessions de terre en fief et seigneurie, faites avant et depuis la Conquête [...] dans la partie actuellement appelée le Bas-Canada [...]  (Québec, 1803), coauteur